# استان کاستروویرینا
استان کاستروویرینا (به اسپانیایی: Provincia de Castrovirreyna) یک استان در پرو است که در منطقه اوئانکاولیکا واقع شده‌است. استان کاستروویرینا ۳٬۹۸۴٫۶۲ کیلومتر مربع مساحت و ۲۰٬۰۱۸ نفر جمعیت دارد.